# Krishna Kittur, Athni
Krishna Kittur là một làng thuộc tehsil Athni, huyện Belgaum, bang Karnataka, Ấn Độ.